# Rickard Andreasson
Rickard Andreasson (ur. 22 stycznia 1979) – szwedzki biegacz narciarski, zawodnik klubu Laisvalls SK.

## Kariera
Po raz pierwszy na arenie międzynarodowej Rickard Andreasson pojawił się 26 marca 2000 roku w zawodach FIS Race w Åsarnie, gdzie zajął 32. miejsce w biegu na 15 km techniką klasyczną. W Pucharze Świata zadebiutował 9 marca 2002 roku w Falun, zajmując 72. miejsce w biegu łączonym na 20 km. Pierwsze pucharowe punkty wywalczył jednak dopiero, 5 marca 2006 roku w miejscowości Mora, zajmując 6. miejsce w biegu na 90 km techniką klasyczną. W klasyfikacji generalnej sezonu 2005/2006 zajął ostatecznie 96. miejsce. Nigdy nie stał na podium indywidualnych zawodów pucharowych, ale 23 listopada 2008 roku w Gällivare wraz z kolegami zajął drugie miejsce w sztafecie.
Andreasson startuje głównie w zawodach FIS Marathon Cup. W zawodach tego cyklu był między innymi drugi we włoskim maratonie Marcialonga w 2006 roku, czwarty we francuskim Transjurassienne w 2010 roku oraz piąty w szwedzkim Biegu Wazów w latach 2007 i 2011. W klasyfikacji generalnej najlepszy wynik uzyskał w sezonie 2010/2011, który ukończył na dziewiątej pozycji.

## Osiągnięcia

### Puchar Świata

#### Miejsca w klasyfikacji generalnej
- 2005/2006: 96.

#### Miejsca na podium
Andreasson nie stał na podium indywidualnych zawodów Pucharu Świata.

### FIS Marathon Cup

#### Miejsca w klasyfikacji generalnej
- sezon 2001/2002: 52.
- sezon 2002/2003: 39.
- sezon 2003/2004: 90.
- sezon 2005/2006: 15.
- sezon 2006/2007: 20.
- sezon 2007/2008: 11.
- sezon 2009/2010: 15.
- sezon 2010/2011: 9.
- sezon 2011/2012: 32.

#### Miejsca na podium
| Nr | Dzień       | Rok  | Zawody      | Dystans                 | Czas biegu  | Strata  | Pozycja | Zwycięzca      |
| -- | ----------- | ---- | ----------- | ----------------------- | ----------- | ------- | ------- | -------------- |
| 1. | 29 stycznia | 2006 | Marcialonga | 70 km stylem klasycznym | 3:24:47,7 h | +10,0 s | 2.      | Jørgen Aukland |